# جیمی واکر (بازیگر)
جیمی واکر (انگلیسی: Jimmie Walker؛ زادهٔ ۲۵ ژوئن ۱۹۴۷) یک هنرپیشه اهل ایالات متحده آمریکا است. وی از سال ۱۹۶۹ میلادی تاکنون مشغول فعالیت بوده‌است.
از فیلم‌ها یا برنامه‌های تلویزیونی که وی در آن نقش داشته است می‌توان به کنکورد ...فرودگاه ۷۹ اشاره کرد.